# Stato libero di Waldeck-Pyrmont
Lo Stato libero di Waldeck-Pyrmont (in tedesco: Freistaat Waldeck-Pyrmont) fu uno Stato della Germania dal 1918 al 1929 formatosi durante la Repubblica di Weimar. La capitale era Arolsen.

## Storia
Lo Stato libero di Waldeck-Pyrmont si formò dopo la fine del Principato di Waldeck-Pyrmont dovuta al crollo della monarchia in Germania a seguito della rivoluzione per la fine della prima guerra mondiale nel 1918, a seguito dell'abdicazione dell'ultimo principe Federico.
Il 30 novembre 1921 a seguito di un plebiscito locale, la città ed il distretto di Pyrmont vennero incorporate nella provincia prussiana di Hannover. Il rimanente territorio venne incorporato allo Stato libero di Prussia nel 1929 a seguito di un nuovo plebiscito popolare, passando così ad essere parte della Provincia di Assia-Nassau. Questa parte del territorio dello Stato fa oggi parte del Distretto di Waldeck-Frankenberg nello Stato d'Assia.

## Presidenti dello Stato libero di Waldeck-Pyrmont
|                    | Nome               | Inizio dell'incarico | Fine dell'incarico | Partito            |
| Direttore di Stato | Direttore di Stato | Direttore di Stato   | Direttore di Stato | Direttore di Stato |
| ------------------ | ------------------ | -------------------- | ------------------ | ------------------ |
| 1                  | Karl von Redern    | 1918                 | 1920               | Indipendente       |
| 2                  | Wilhelm Schmieding | 1920                 | 1929               | DVP                |
| 3                  | Herbert Herberg    | 1929                 | 1929               | Indipendente       |